# Alondra de la Parra
Alondra de la Parra (Nueva York, 31 de octubre de 1980) es una directora de orquesta mexicana. Es fundadora y directora artística de la Orquesta Filarmónica de las Américas con sede en Nueva York y Embajadora Cultural de México. Desde 2024 es la Directora Titular y Artística de la Orquesta y Coro de la Comunidad de Madrid. Además, De la Parra es creadora del Festival PAAX GNP y del proyecto socioeducativo Armonía Social. De la Parra ha sido Directora Invitada Principal de la Orquesta Sinfónica di Milano (2022-2024) y directora musical de la Orquesta Sinfónica de Queensland en Australia (2016-2019), convirtiéndose en la primera mujer en desempeñar ese cargo en una orquesta australiana, y Directora Musical de la Orquesta de Jalisco (2012-2013).

## Trayectoria
Su abuela fue la escritora Yolanda Vargas Dulché. 
De la Parra se mudó a la Ciudad de México a los dos años. Comenzó con siete años sus estudios de piano y a la edad de trece el violonchelo. Estudió composición en el Centro de Investigación y Estudios Musicales (CIEM) de México, representante oficial de la ABRSM (Associated Board of the Royal Schools of Music) el organismo de educación musical más grande del Reino Unido. Ingresó como becaria en la Manhattan School of Music de Nueva York -a los diecinueve años- hasta conseguir la licenciatura en Piano, bajo la tutela de Jeffrey Cohen. Posteriormente alcanzó la Maestría en Dirección Orquestal, esta vez bajo la tutela de Kenneth Kiesler. En ambos casos obtuvo los grados con honores.
En su país, de la Parra ha dirigido a las orquestas de Aguascalientes, Jalisco, Sinaloa, Puebla, Xalapa, Estado de México, la Sinfónica de Minería y a la Orquesta Sinfónica Nacional en el Palacio de Bellas Artes. 
De igual forma en el 2012, dirigió el concierto de celebración del 150 Aniversario de la Batalla del “Cinco de Mayo” en la Basílica Catedral de Puebla. En 2013, hizo su debut con la Orquesta de París, y con la Orquesta Sinfónica de Radio Berlín.
A nivel internacional, ha dirigido más de 100 orquestas en todo el mundo, entre las que destacan: la Orchestre de Paris, la London Philharmonic Orchestra, Tonhalle-Orchester Zürich, WDR Symphony Orchestra, Le Verbier Festival Orchestra (VFO), la BBC Philharmonic, la Rundfunk-Sinfonieorchester de Berlín, L'Orchestra - Accademia Nazionale di Santa Cecilia, la Orchestra Sinfonica di Milano, la Orquesta y Coro Nacionales de España, la Sveriges Radios Symfoniorkester, la Orchestre de la Suisse Romande, la Orchestre Philharmonique de Monte-Carlo, la DR Symfoniorkestret en Dinamarca, la OSESP - Orquestra Sinfônica do Estado de São Paulo y la Orchestra Sinfonica Nazionale della Rai en Torino.
Es una invitada habitual de la Royal Opera House de Londres y es la primera directora de orquesta mexicana en dirigir allí. En la temporada 2022, dirigió el estreno mundial del ballet Like Water for Chocolate de Joby Talbot, con coreografía de Christopher Wheeldon, para el Royal Ballet en la Royal Opera House de Londres. Esta producción se presentó posteriormente en California y en el Metropolitan Opera House de Nueva York junto con el American Ballet Theatre.
Desde 2024, de la Parra es la Directora Artística y Titular de la Orquesta y Coro de la Comunidad de Madrid. 

### Orquesta Filarmónica de las Américas
Alondra de la Parra tenía 23 años cuando en 2004, durante sus estudios en la Manhattan School of Music, fundó en la ciudad de Nueva York la Orquesta Filarmónica de las Américas con la misión de promover y difundir las obras de jóvenes compositores y solistas del continente. Siempre estuvo muy vinculada con la educación y con esta institución emprendió un importante programa educativo para las escuelas públicas del Bronx en Nueva York, así como con orquestas infantiles durante sus giras por México.
Desde su creación, cobró prestigio poco a poco. Sus integrantes ofrecieron actuaciones para el gobierno mexicano, la Casa Blanca y el Consulado de Canadá. En su seno, unos 20 solistas de América Latina como Elena Urioste, Jade Simmons, Denise Djokic, Capps Ben, Edward Burns, Pablo Sainz Villegas y Daniel Andai, hicieron su debut. También fue la responsable de diez estrenos mundiales de compositores latinos como Arturo Márquez, Enrico Chapela, Eugenio Toussaint, Eduardo Gamboa y Jarvlepp Jan.
De acuerdo con el Reporte anual 2009 de la orquesta, disponible en su sitio de internet, esta creció significativamente desde sus primeros años pasando de ofrecer solo dos conciertos en 2005 a dar 24 en 2010. Las cifras financieras también se elevaron y pasaron de menos de 200 mil dólares en 2004 a contar con más de un millón 400 mil dólares en 2010.
Con motivo de los festejos patrios de 2010, la agrupación grabó su primer disco comercial Mi alma mexicana, con Sony Music, que rápidamente obtuvo disco de platino en México por sus altas ventas. En su gira Bicentenario 2010, inauguró los festejos a los pies del Monumento a la Independencia y recorrió 6 ciudades del país ofreciendo 9 conciertos para los que se agotaron las entradas.
Después del éxito de Mi alma mexicana, grabaron Travieso Carmesí, en 2011, incluyendo la participación de Natalia Lafourcade, Lo Blondo (Denise Gutiérrez) y Ely Guerra.
La orquesta suspendió sus actividades en junio de 2011 por falta de financiación, debido a la crisis que sufrió Estados Unidos en esa época.

### Orquesta Filarmónica de Jalisco
De la Parra debutó como directora huésped con la Orquesta Filarmónica de Jalisco (OFJ) en el 2005. En 2010, regresó al Teatro Degollado para presentar su disco Mi alma mexicana en el marco de la gira conmemorativa del bicentenario acompañada de la Orquesta Filarmónica de las Américas fundada por ella misma en 2004.
En 2012, Alondra de la Parra fue nombrada directora de la OFJ. A lo largo de las tres temporadas de conciertos del 2012 con la OFJ, contaron con la colaboración de destacadas figuras como: Stefan Schulz, Pablo Sáenz Villegas, Ana Karina Álamo, Chad Hoopes, Jan Lisiecki, Megan Rose Williams, Carla Dirlikov, Anthony Giovanni Tamayo, Simone Dinnerstein y la soprano Irasema Terrazas, así como los directores huéspedes Kenneth Kiesler, Oriol Sans, Dietrich Paredes y Sergey Smbatyan, entre otros.[cita requerida]

### Proyección internacional
En 2016 dirigió en París a la Orquesta Nacional de Île-de-France y tuvo como solistas al violinista venezolano Alexis Cárdenas y al grupo de folklore colombo-venezolano Recoveco.
En 2017, el servicio de radiodifusión internacional de Alemania, Deutsche Welle, creó «Música Maestra», una propuesta que comparte en primera persona las experiencias de Alondra de la Parra en formato de video.
En la temporada 2017-2018 dirigió la Kammerphilharmonie Bremen, la Orquesta Sinfónica de San Francisco, la Tonhalle Orchester de Zúrich y una producción de The Winter’s Tale en la Royal Opera House de Londres.
Fue la primera mujer en dirigir una orquesta en Australia, cuando en 2017 se convirtió en la directora de la Orquesta Sinfónica de Queensland.
En España, dirigió por primera vez en 2019, en un concierto dedicado a la música hispana y el cine junto Orquesta Nacional de España y al pianista Michel Camilo, en el Auditorio Nacional de Música de Madrid. En enero de 2020 Alondra de la Parra debutó en Viena dirigiendo la Orquesta Sinfónica de la Radio de Viena en la prestigiosa sala de conciertos Wiener Konzerthaus. 
En 2020 a raíz de la pandemia originada con la COVID-19 y durante la cuarentena, surgió el proyecto de la Orquesta Imposible. De la Parra se encontraba en México y pensó en algo para ayudar a su país y especialmente a las mujeres, niñas y niños en situaciones de mayor riesgo y de violencia por situaciones derivadas del COVID-19. Todos los ingresos de La Orquesta Imposible serán destinados a dos fundaciones que trabajan para aliviar los efectos de la pandemia en México: Fondo Semillas y Save the Children México.
En abril de 2022, fue nombrada principal directora invitada de la Orchestra Sinfonica di Milano. El cargo la llevará a dirigir dicha orquesta dos veces por temporada durante los próximos dos años.

## Discografía
- Mi Alma Mexicana, Sony Classical, 2010.[27]
- Travieso Carmesí, Sony Music México, 2011.
- Olé México GNP, Warner Music/ Elekin Records, 2022.[28]

## Reconocimientos
- Premio Pablo Casals, Escuela de Música Manhatthan.
- Liga de Orquestas Americana.
- Beca de la Mujer La realización.
- Agenda de las mujeres de Nueva York, Risingjlals Star de 2007.
- 2010 gana el "Periodistas del Mañana" Premio - Ganadora en la categoría Artes y Entretenimiento.
- "Banda de Honor", el más alto honor dado a los directores por el Sistema de Orquestas de Venezuela (FESNOJIV).
- Beca Gabe Weiner al Mérito de un Estudiante Sobresaliente, Manhattan School of Music.
- "El Micrófono de Oro", (Máximo galardón anual de la Asociación Mexicana de Radiodifusión).
- Beca al Mérito de la Escuela de Música de Manhattan.
- Premio Amigos de la Música, Cuernavaca, Morelos.
- Premio Antena CIRT al Mérito Artístico como revelación del año.
- Premio como revelación del año, Fundación Marquis Merrewe.
- Culture Award, American Business Council.
- Luna del Auditorio Nacional por el Concierto Homenaje a Plácido Domingo.
- Premio Endeavor: Orgullo mexicano[29]
- Premio inspiring girls: Mujeres que inspiran[30]

## Vida personal
El entorno familiar de Alondra de la Parra siempre estuvo vinculado a la música y las letras. Su padre es el escritor Manelick de la Parra Vargas. Es nieta de la escritora Yolanda Vargas Dulché, sobrina de la actriz Emoé de la Parra y hermana del cantante y actor Mane de la Parra.
Junto con su expareja Teo de María, baterista de los Liquits, tiene dos hijos, Luciano y Julián.